# Запольяи, Дьёрдь
Дьёрдь За́польяи (За́пойяи, венг. Szapolyai György; ок. 1488 — 29 августа 1526, у Мохача, Королевство Венгрия) — венгерский дворянин и военачальник из рода Запольяи. Погиб в битве при Мохаче.

## Биография
Дьёрдь Запольяи происходил из знатного венгерского рода Запольяи. Он был сыном Иштвана Запольяи и княжны Ядвиги Цешинской, дочери князя Пшемыслава II и Анны Мазовецкой. Дьёрдь был младшим братом будущего короля Венгрии Яноша I Запольяи и старшим братом Барбары Запольяи — супруги короля Польши и Великого князя литовского Сигизмунда I.
В 1504 году был помолвлен с Елизаветой Корвин, дочерью Яноша Корвина.
Летом 1526 года во время войны с Османской империей Запольяи присоединился с 5000 воинами к армии короля Лайоша II. Запольяи погиб 29 августа 1526 года в битве при Мохаче, в которой венгры потерпели сокрушительное поражение от турок. В этой битве, кроме Запольяи, погибли также король Лайош II и ряд представителей венгерской знати и духовенства.